# وورلد وايد تكنولوجي
وورلد وايد تكنولوجي World Wide Technology, Inc. (WWT) هي شركة خاصة تقدم خدمات التكنولوجيا ومقرها في سانت لويس بولاية ميسوري. تبلغ عائدات الشركة السنوية 17.0 مليار دولار (تحتل المرتبة 27 بين أكبر الشركات الخاصة في الولايات المتحدة وأكبر شركة مملوكة للسود في الولايات المتحدة) وتوظف أكثر من 9000 شخص. تعمل (WWT) في مجالات الحوسبة السحابية، وأمن الكمبيوتر ، ومراكز البيانات، وتحليلات البيانات والذكاء الاصطناعي، وشبكات الكمبيوتر، وتطوير برامج التطبيقات، وشبكات شركات الهاتف الخليوي، والخدمات الاستشارية.

## تاريخ
تأسست شركة وورلد وايد تكنولوجي على يد ديفيد ستيوارد وجيم كافانو في يوليو 1990 كموزع للمعدات التكنولوجية.
في عام 1994، دخلت (WWT) في شراكة مع سيسكو لإعادة بيع الأجهزة والبرامج. أنشأت WWT أيضًا شراكات مع شركات التكنولوجيا بما في ذلكDell ،  Hewlett Packard Enterprise ،  Intel ،  Microsoft ،  NetApp ،  F5 ،  Tanium  و VMware .
افتتحت (WWT) أول مستودع لها في عام 1996 وتدير أكثر من 20 منشأة بمساحة مليوني قدم مربع للتخزين والتوزيع والتكامل.
في عام 1999، تم تأسيس Telcobuy.com, LLC كشركة منفصلة مملوكة لشركة (WWT) وSteward وKavanaugh. في مارس 2000، أعلنت شركة Telcobuy عن رأس مال استثماري بقيمة 27.5 مليون دولار، بعد أن ارتفعت الإيرادات إلى 246 مليون دولار. خططت Telcobuy لطرح عام أولي بقيمة حوالي 100 مليون دولار، ولكن مع انفجار فقاعة الدوت كوم ، تم سحب الخطة في أوائل الركود في العقد الأول من القرن الحادي والعشرين. ابتداءً من عام 2001 مع 440 موظفًا، خفضت الشركة قوتها العاملة وحصل مؤسسوها على تخفيضات في الأجور بنسبة 40٪، بينما استمرت في العمل. وفي يناير 2003، تم دمجها مرة أخرى في (WWT) تحت شركة قابضة.
أنشأت (WWT) أول مختبر تكامل واسع النطاق لها في سانت لويس لزيادة القدرة على تكوين النظام الآمن. تم إنشاء مختبرات تكامل إضافية في أوروبا وآسيا، مع افتتاح مواقع في أمستردام وسنغافورة في عام 2015، ومومباي في عام 2019.
في عام 2009، افتتحت (WWT) مركز التكنولوجيا المتقدمة الخاص بها للسماح للمهندسين والعملاء والشركاء بتقييم الأجهزة والبرامج. أصبح مركز التكنولوجيا المتقدمة متاحًا عبر الإنترنت.
في عام 2015، استحوذت (WWT) على شركة البرمجيات Asynchrony في سانت لويس.
في عام 2020، حصلت (WWT) على جوائز Webby في فئتي الصحة واللياقة البدنية وصوت الناس عن تطبيق رعاية المرضى التابع لمستشفى سانت جود لبحوث الأطفال.
تم إدراج (WWT) ضمن قائمة Fortune لأفضل 100 شركة للعمل بها من عام 2012 إلى عام 2022.
في عام 2021، صنفت مجلة تايم شركة (WWT) ضمن أكثر 100 شركة تأثيرًا، في فئة "القادة".

## الرعاية
- في عام 2018، وقعت (WWT) اتفاقية رعاية مع سائق Richard Petty Motorsports "Bubba" Wallace Jr [25]
- في عام 2019، أعلنت (WWT)WWT عن رعاية حقوق التسمية لمتنزه Gateway Motorsports Park، المعروف الآن باسم World Wide Technology Raceway [26]
- ترعى (WWT) أيضًا لاعب الجولف PGA Graeme McDowell [27] ولاعب الجولف PGA Tour Champions بيلي أندرادي[28]